# Großdubrau
Großdubrau (alt sòrab: Wulka Dubrawa) és un municipi alemany que pertany a l'estat de Saxònia. Es troba a 12 kilòmetres de Bautzen. En el segle xix, segons les estadístiques d'Arnošt Muka, el 81% de la població eren sòrabs, però el percentatge s'ha vist reduït des d'aleshores.

## Divisió administrativa
El municipi és dividit en 20 districtes, que antigament eren comunitats independents:
- Großdubrau amb els llogarets:
  - Großdubrau (Wulka Dubrawa), 1751 h.
  - Kleindubrau (Mała Dubrawa), 144 h.
  - Brehmen (Brěmjo), 124 h.
  - Crosta (Chróst), 510 h.

- Commerau amb els llogarets:
  - Commerau (Komorow), 207 h.
  - Kauppa (Kupoj), 96 h.
  - Jetscheba (Jatřob), 89 h.
  - Göbeln (Kobjelń), 66 h.

- Klix amb els llogarets:
  - Klix (Klukš), 278 h.
  - Spreewiese, bis 1911: Leichnam (Lichań), 150 h.
  - Särchen (Zdźar), 74 h.
  - Salga (Załhow), 76 h.
  - Neusärchen (Nowe Zdźarki), 31 h.

- Quatitz amb els llogarets:
  - Quatitz (Chwaćicy), 273 h.
  - Dahlowitz (Dalicy), 78 h.
  - Jeschütz (Ješicy), 77 h.
  - Kronförstchen (Křiwa Boršć), 92 h.
  - Margarethenhütte (Margarěćina hěta), 24 h.

- Sdier amb els llogarets:
  - Sdier (Zdźěr), 312 h.
  - Zschillichau (Čelchow), 90 h.

## Personatges il·lustres

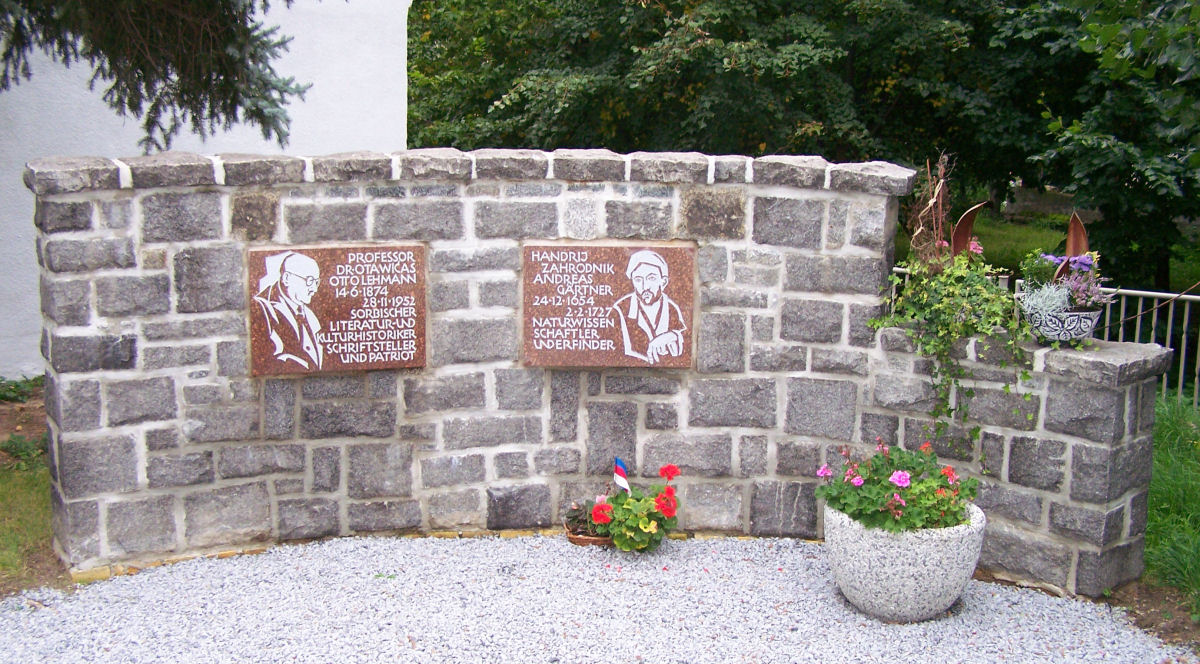
Monument en memòria d'Andreas Gärtner i Otto Lehmann

- Andreas Gärtner (Handrij Zahrodnik; 1654-1727), mecànic de Quatitz
- Ota Wićaz / Otto Lehmann (* 1874-1952), poeta Quatitz
- Johann Cilenšek (1913-1998), compositor Großdubrau
- Jürgen Lehmann (*1934), escriptor Großdubrau